# دیتا کوئستا
دیتا کوئستا (آلمانی: Dieter Quester؛ زادهٔ ۳۰ مهٔ ۱۹۳۹ در وین) رانندهٔ سابق مسابقات اتومبیل‌رانی اهل اتریش است که در فصل ۱۹۶۹، و دوباره در فصل ۱۹۷۴ در مجموع در دو گراند پری از مسابقات جهانی فرمول یک شرکت کرد، اما موفق به کسب هیچ امتیازی نشد.